# Meijin
Meijin (名人), traducido literalmente significa "Hombre brillante". Es el nombre del segundo torneo más prestigioso de go en Japón. También se refiere al título tradicional japonés dado al jugador más fuerte durante el Período Edo.

## El torneo
El torneo Meijin está patrocinado por el periódico Asahi, y tiene un premio metálico de ¥36.000.000 para el ganador y de ¥10.400.000 para el subcampeón
Pueden participar en el torneo los jugadores de la Nihon Ki-In y la Kansai Ki-In. Cada año se decide en una liga de nueve jugadores el jugador que desafiará al campeón. Cada año, los tres peores jugadores de la liga son retirados de la competición. Para entrar en la liga hay tres eliminatorias. La primera es entre los jugadores de 1 a 4 dan (6 ganadores: 4 Nihon ki-In y 2 Kansai ki-In). La segunda es entre los jugadores de 5 a 9 dan y los 6 ganadores (18 ganadores). La tercera es entre los 18 ganadores y los 3 expulsados de la liga (3 ganadores que entran en la liga). El komi es 6,5. El tiempo es de 8 horas por jugador en las partidas por el título y 5 horas en la liga y preliminares. El byo-yomi es de 1 minuto por movimiento.

## Historia
El título de "Meijin" deriva de una partida jugada por el primer Honinbo, Sansa. Un espectador (el señor de la guerra japonés Oda Nobunaga) vio jugar un movimiento particularmente brillante y exclamó "¡Meijin!" apreciando su grandeza. El término Meijin fue a partir de entonces utilizado para señalar al mejor jugador del momento. Sansa, además de ser tutor de Nobunaga, también enseñó a Toyotomi Hideyoshi, quien, tras tomar el control, nombró a Sansa como Godokoro, que puede traducirse como "Jefe de Gobierno del Departamento de Go". El título de Meijin era muy apreciado por todas las promesas del momento, libres de las preocupaciones de la vida cotidiana gracias a los salarios del Departamento de Go. La mayoría de los jugadores que poseyeron este título eran miembros de la Honinbo, sin embargo también tuvieron este título miembros de la casa Yasui y la casa Inoue. Ningún miembro de la casa Hayashi obtuvo el estatus de Meijin. El título de Meijin estaba ligado al 9.º dan durante este periodo por lo tanto sólo había un 9 dan/Meijin a la vez aunque había muchos jugadores con la fuerza de 9 dan. Los jugadores 8 dan del período Edo eran llamados Jun-Meijin que significa medio-Meijin, un título concedido a dieciséis jugadores durante el período Edo. Después de la Revolución Meiji, Las cuatro casas de go desaparecieron debido a la falta de ayudas gubernamentales.
En 1958 el periódico Yomiuri decidió patrocinar al torneo del "Jugador más Fuerte" para decidir quién era el mejor jugador del momento. El 1961 el nombre del torneo fue cambiado a Meijin.
En 1975 el periódico Asahi se ofreció a comprar los derechos del torneo a Yomiuri ya que también patrocinaban el torneo Meijin de shogi. Después de unos meses de debate, el título fue vendido y Yomiuri empezó a patrocinar un nuevo título, Kisei.

## Meijin históricos
| Número | Jugador               | Años      |
| ------ | --------------------- | --------- |
| 1.º    | Honinbo Sansa         | 1612–1623 |
| 2.º    | Inoue Nakamura Doseki | 1623–1630 |
| 3.º    | Yasui Sanchi          | 1668–1676 |
| 4.º    | Honinbo Dosaku        | 1677–1702 |
| 5.º    | Inoue Dosetsu Inseki  | 1708–1719 |
| 6.º    | Honinbo Dochi         | 1721–1727 |
| 7.º    | Honinbo Satsugen      | 1767–1788 |
| 8.º    | Honinbo Jowa          | 1831–1839 |
| 9.º    | Honinbo Shuei         | 1906–1907 |
| 10.º   | Honinbo Shusai        | 1914–1940 |

## Meijin honorarios
- Cho Chikun ganó el título cinco veces consecutivas desde 1980 a 1984.
- Kobayashi Koichi ganó el título siete veces consecutivas desde 1988 a 1994.

## En la ficción
En el manga Hikaru no Go, el Meijin se llama Toya Koyo.